# مریکارع یکم
مریکارع یکم فرعونی در دودمان نهم یا دهم مصر بود که نزدیک به سال ۲۰۷۵ ق.م. در دوره نخست میانی مصر فرمانروایی می‌کرد. نام او در فهرست پادشاهان تورین موجود نیست. به گفته بسیاری از محققان، او در اواخر سلسله دهم و در میانسالی حکومت می‌کرد.